# Försvarsingenjör
Försvarsingenjör är i Sverige en titel för officer som avlagt civilingenjörsexamen och som anställts som sådan. Inom Marinen och Armén har främst tekniska officerare rekryterats och dessa har även genomgått en anpassad kaptensutbildning under ingenjörsstudiernas terminsuppehåll. Inom Flygvapnet finns två huvudsakliga kategorier: Flygtjänst och Marktjänst, vidare inriktas ofta ingenjörerna mot antingen marktelesystem eller flygsystem.
Tidigare användes titlarna arméingenjör, mariningenjör respektive flygingenjör, men de har nu ersatts av den gemensamma benämningen försvarsmaktsingenjör.